# Strateška igra
Strateška igra ili igra strategije je igra (npr. igra na ploči) u kojoj igračeve neprinuđene, a često i autonomne, veštine donošenja odluka imaju veliki značaj u određivanju ishoda. Skoro sve strateške igre zahtevaju unutrašnje razmišljanje u stilu stabla odluka i tipično veoma visoku svest o situaciji.
Strateške igre se takođe posmatraju kao potomci ratnih igara i definišu strategiju u smislu konteksta rata, mada ovo je ovo u znatnoj meri delimično. Strateška igra je igra koja se prvenstveno oslanja na strategiju, a kada je u pitanju definisanje šta je strategija, potrebno je uzeti u obzir dva faktora: njenu složenost i akcije na nivou igre, kao što je svaki plasman u seriji Totalni rat. Definicija strateške igre u njenom kulturnom kontekstu je da to treba da bude svaka igra koja pripada tradiciji koja seže do ratnih igara, koja sadrži veći udeo strategije od prosečne video igre, sadrži određene konvencije igranja, i predstavljena je od strane određene zajednice. Iako je rat dominantan u strateškim igrama, to nije celokupna priča.

## Istorija
Istorija strategijskih poteznih igara seže do vremena drevnih civilizacija koje se nalaze u mestima kao što su Rim, Grčka, Egipat, Levant i Indija. Mnoge su naširoko igrane u svojim regionima porekla, ali se samo manji broj njih igra i danas. Jedna takva igra je mankala, koja je verovatno nastala u Samariji pre otprilike 5000 godina i od tada se proširila u vidu brojnih varijanti širom sveta. Jedna forma izaziva dva protivnička igrača da oslobode svoju stranu ploče od komada mankala dok ih dodaju na stranu svog protivnika i na taj način sprečavaju protivnika da očisti njihovu stranu. Na svakom kraju table za igru u ovoj verziji postoji veća jama u kojoj svaki igrač mora pokušati da deponuje figure da bi pokušao da dobije poene. Kada je jedna strana očišćena, komadi ploče druge strane se dodaju na očišćenu bočnu gomilu. Ova verzija mankale se može igrati prilično ležerno, ali i dalje predstavlja strateške zahteve, npr. da se meša u protivnički prostor za igru dok se čisti svoj.
Još jedna igra koja je izdržala test vremena je šah, za koji se veruje da je nastao u Indiji oko šestog veka. Igra se proširila na zapad sa trgovinom, ali je šah stekao društveni status i postojanost koji su snažniji od mnogih drugih igara. Šah je postao igra veštine i taktike koja je često prisiljavala igrače da razmišljaju dva ili tri poteza ispred svog protivnika samo da bi bili u toku. Ova igra je takođe postala prihvaćena od strane mnogih kao zamena za inteligenciju; ljudi koji su postali veliki majstori smatrani su pametnim. Igra prikazuje pešake, vitezove, kraljeve, kraljice, biskupe i topove. Nekoliko njih prikazuju stvarne pozicije u istorijskoj evropskoj vojsci. Svaki komad ima jedinstveni obrazac kretanja. Na primer, vitez je ograničen da se kreće u obliku slova „L” dva polja dužine i jedno polje sa strane, top se može kretati samo u pravoj liniji vertikalno ili horizontalno, a biskupi se mogu kretati dijagonalno na tabli.